# Liste des canaux des États-Unis
Voici la liste des canaux des États-Unis:

## Canaux de transport en service
- Augusta Canal
- Barge Canal (Merritt Island, Floride)
- Cal-Sag Channel (Chicago)
- Cascades Canal
- Canal Champlain
- Chicago Sanitary and Ship Canal, fait partie des voies navigables de l'Illinois
- Dalles-Celilo Canal
- Delaware Division of the Pennsylvania Canal (partiellement actif)
- Canal Érié (New York)
- Canal Gowanus (Brooklyn)
- Great Lakes Waterway, (frontières du Canada) incluant le Saint Mary's Fall Ship Canal
- Inland Waterway
- Indiana Harbor and Ship Canal
- Industrial Canal (Inner Harbor Navigation Canal, La Nouvelle-Orléans)
- Intracoastal Waterway, qui inclut:
  - Cape Cod Canal (Massachusetts)
  - Cape May Canal (New Jersey)
  - Canal Chesapeake & Delaware (Maryland et Delaware)
  - Canal de Dismal Swamp (Virginie et Caroline du Nord)
  - Galveston and Brazos Canal
  - Cross-Florida Barge Canal
- Lake Washington Ship Canal (Seattle)
- Louisville and Portland Canal
- Mississippi River Gulf Outlet (Louisiane)
- Portage Lake Canal
- St. Clair Flats Canal
- Shinnecock Canal
- Sturgeon Bay Ship Canal
- Tennessee-Tombigbee Waterway

## Canaux de transport abandonnés
- Allegheny Portage Railroad
- Beardstown and Sangamon Canal
- Bellows Falls Canal
- Blackstone Canal (Rhode Island/Massachusetts)
- Brunswick-Altamaha Canal (Glynn Co., Georgie)
- Cayuga and Seneca Canal
- Champlain Canal
- Chemung Canal
- Chenango Canal
- Chesapeake and Ohio Canal
- Clinton-Kalamazoo Canal (partiellement terminé)
- Columbia Canal
- Cross-Florida Barge Canal (partiellement terminé)
- Cumberland and Oxford Canal (Maine 1821-1873)
- Delaware and Hudson Canal
- Delaware & Raritan Canal (New Jersey)
- Delaware Division of the Pennsylvania Canal (partiellement actif)
- Des Moines Rapids Canal
- Enfield Falls Canal (Connecticut)
- Fox-Wisconsin Waterway (Wisconsin) (partiellement rénové)
- Farmington Canal (Connecticut)
- Genesee Valley Canal (New York)
- Hampshire and Hampden Canal (Massachusetts)
- Hennepin Canal
- Hocking Canal
- Illinois and Michigan Canal
- Canal des rivières James et Kanawha (seule la portion en Virginie a été terminée)
- Landsford Canal (Caroline du Sud)
- Lehigh Canal (Pennsylvanie)
- Little Falls Canal
- Miami Canal
- Miami and Erie Canal
- Middlesex Canal
- Milan Canal
- Morris Canal (New Jersey)
- Ohio and Erie Canal
- Oswego Canal
- Pawtucket Canal
- Pennsylvania Canal
- Pennsylvania and Ohio Canal
- Portage Canal
- Sandy and Beaver Canal
- Santee Canal
- Savannah Ogeechee Canal
- Schuylkill Navigation
- South Hadley Canal
- Suwanee Canal
- Union Canal
- Wabash and Erie Canal
- Walhonding Canal
- Warren County Canal (Ohio)
- Whitewater Canal (Indiana)

## Canaux d'irrigation, industriels et de drainage
- All-American Canal
- American Canal
- California Aqueduct
- Central Arizona Project
- Coachella Canal
- Colorado River Aqueduct
- Contra Costa Canal
- Edison Sault Power Canal
- El Paso Canal
- Franklin Canal (Texas)
- Hillsboro Canal
- Inter-California Canal
- Los Angeles Aqueduct
- Loup Canal
- Miami Canal
- North New River Canal
- Riverside Canal (El Paso)
- Salt River Project Canals (Arizona)
- St. Lucie Canal
- Tamiami Canal
- Texas irrigation canals
- West Palm Beach Canal

## Cours d'eau
Lynn Canal et Portland Canal en Alaska et Hood Canal à Washington sont des cours d'eau qui utilise le nom de canal.